# Kodeks dyplomatyczny Małopolski
Kodeks dyplomatyczny Małopolski (KDM; łac. Codicem diplomaticum Poloniae Minoris) – kodeks dyplomatyczny, czterotomowe wydawnictwo źródłowe wydane na przełomie XIX i XX wieku pomiędzy latami 1876 a 1905, grupujące średniowieczne dokumenty dotyczące terytorium Małopolski do połowy XV wieku .

## Tomy I–IV
Inicjatorem tego wydawnictwa źródłowego był historyk oraz wydawca Franciszek Piekosiński. W czterech tomach Kodeksu znalazły się w sumie 1523 dokumenty małopolskie powstałe przed 1450 .
| Tom | Rok wydania | Objętość tomu | Zakres chronologiczny tomu | Liczba dokumentów | Uwagi                      |
| --- | ----------- | ------------- | -------------------------- | ----------------- | -------------------------- |
| I   | 1876        | LIV + 552     | 1178–1386                  | 371               |                            |
| II  | 1886        | LIV + 374     | 1153–1333                  | 260               |                            |
| III | 1887        | XXXII + 480   | 1333–1386                  | 336               | errata na stronach 479–480 |
| IV  | 1905        | XLIX + 634    | 1386–1450                  | 556               | err. s. 633–634            |

## Wydania późniejsze
Zbiór został wydany również w latach późniejszych w formie drukowanej oraz w wersjach zdigitalizowanych:
- W 1965 w okresie PRL reprint wydało Państwowe Wydawnictwo Naukowe,
- W 2007 w wersji drukowanej oraz elektronicznej dokumenty opracowali Andrzej Kutrasiński, Włodzimierz Domagalski, Adam Kutrasiński[1]